# Makedonska Kamenica (kommun)
Makedonska Kamenica (makedonska: Општина Македонска Каменица, albanska: Komuna e Kamenicës) är en kommun i Nordmakedonien. Den ligger i den nordöstra delen av landet, 100 km öster om huvudstaden Skopje. Antalet invånare är 8 110. Arean är 190 kvadratkilometer.
Följande samhällen finns i kommunen Makedonska Kamenica:
- Makedonska Kamenica
- Sasa